# Pālūteh
Pālūteh (persiska: پالوته) är en ort i Iran.   Den ligger i provinsen Gilan, i den nordvästra delen av landet, 300 km nordväst om huvudstaden Teheran. Pālūteh ligger 23 meter över havet och antalet invånare är 231.
Terrängen runt Pālūteh är platt åt nordost, men åt sydväst är den kuperad. Runt Pālūteh är det ganska glesbefolkat, med 45 invånare per kvadratkilometer. Närmaste större samhälle är Hashtpar, 3,7 km väster om Pālūteh. Trakten runt Pālūteh består till största delen av jordbruksmark.